# Фоноекспрес
„Фоноекспрес“ е бивша рок група в България, създадена от предишни членове на „Диана Експрес“, начело с Юксел Ахмедов.

## История
Групата е създадена през 1978 г. от Юксел Ахмедов – орган, пиано, синтезатор и вокал, Пепи Сливнишки – китари и вокал, Владимир Божинов – басист и вокал, и Величко (Вили) Кулишев – барабани и вокал. Пепи Сливнишки (1978 – 1979 г.) е заместен от Димитър Величков – китари и вокал и Богдан Латев – китара и вокал. Вили Кулишев (1978 – 1981 г.) е заместен от Пламен Лицов – барабани (1981 – 1982 г.) и Петър Драмов – барабани и вокал (от 1982 г.). Богдан Латев (1979 – 1983 г.) е заместен от Сашо Сълков. Последният китарист на групата е Димитър Вакарелов (1988 г.), който е и соло-вокалист в песента "Пролетен вятър". Сред по-важните участия на групата са няколко турнета в Полша (1978), Русия (1981 и 1983) и във фестивала „Братиславска лира“ през 1982 г., където представя България с песента на Юксел Ахмедов  „Както казват хората“  със съпровод на симфоничен оркестър. В класацията за чуждестранни групи заема пето място на фестивала. Групата постига най-голяма популярност в началото на 1980-те, когато, чрез няколко мелодични шлагера успява да заеме челни места в класациите за забавна музика („Дали ни стига това“ – м. Кирил Аврамов, „Както казват хората“ – м. Юксел Ахмедов, „Кажете ми“ – м. Иван Калчинов). „Фоноекспрес“ има издадени малка плоча (1980), дългосвиреща плоча (1983) и аудиокасета със записите от дългосвирещата плоча (1983).
„Фоноекспрес“ е първата група, която използва „две соло-китари, свирещи двойни китарни сола“.
В средата на 1980-те години „Фоноекспрес“ се опитва да замине за Скандинавските страни, но ѝ създават проблеми. По онова време вече е започнал Възродителният процес и Юксел Ахмедов решава да си смени името на Юли Ангелов, ако това е причината за недопускането на групата в чужбина. Въпреки това групата не получава задгранични паспорти и в резултат на това се саморазпуска на 1 януари 1989 г.
Юксел Ахмедов умира през 2011 г.
Димитър Величков умира на 21 май 2025 г.

## Дискография
| Година | Албум         | Вид | Издател   | Каталожен номер |
| ------ | ------------- | --- | --------- | --------------- |
| 1980   | „Фоноекспрес“ | SP  | Балкантон | ВТК 3573        |
| 1983   | „Фоноекспрес“ | LP  | Балкантон | ВТА 11201       |
| 1983   | „Фоноекспрес“ | MC  | Балкантон | ВТМС 7059       |

### Песни
- „Дали ни стига това“ (1978), м. Кирил Аврамов, т. Богомил Гудев
- „Откриване“ (1978), м. Юксел Ахмедов, т. Виктор Леон
- „Пътуване“ (1978), м. Юксел Ахмедов, т. Емил Розин
- „Веселият дъжд“ (1978), м. Юксел Ахмедов, т. Тодор Филков
- „Както казват хората“ (1979), м. Юксел Ахмедов, т. Богомил Гудев
- „Кажете ми“ (1979), м. Иван Калчинов, т. Захари Иванов
- „Най-златният лист“ (1979), м. Сашо Младенов, т. Кристина Захариева
- „Спри“ (1979), м. Юксел Ахмедов, т. Богомил Гудев
- „Очакваното бебе“ (1979), м. Морис Аладжем, т. Димитър Ценов
- „Вечна любов“ (1980), Студио В и ФоноЕкспрес, м. Стефан Димитров
- „Идвай в моите сънища“ (1980), м. Иван Калчинов, т. Захари Иванов
- „Не питай за нищо“ (1980), м. Сашо Младенов, т. Иван Бориславов
- „Писма до мама“ (1982), м. Юксел Ахмедов, т. Иван Бориславов
- „Такава любов“ (1982), м. Зорница Попова, т. Йордан Янков
- „Автостоп“ (1983), м. Борис Карадимчев, т. Александър Петров
- „Има надежди“ (1983), м. Иван Пеев, т. Георги Начев
- „Късни спомени“ (1983), м. Александър Йосифов, т. Павел Матев
- „Море“ (1983), м. Иван Калчинов, т. Евтим Евтимов
- „Не наричай навика любов“ (1983), м. Тончо Русев, т. Адриана Йорданова
- „Няма време“ (1983), м. Владимир Божинов, т. Иван Бориславов
- „Песни мои“ (1983), м. Дечо Таралежков, т. Иван Бориславов
- „Нежелана самота“ (1983), м. Юксел Ахмедов, т. Жива Кюлджиева
- „Пътека за двама“, (1983), м. Морис Аладжем, т. Тодор Анастасов
- „Ти замина“ (1983), м. Юксел Ахмедов, т. Владимир Априлов
- „Нали ще се върнеш“ (1985), м. Юксел Ахмедов, т. Петър Москов
- „Докога“ (1986), м. Юксел Ахмедов, т. Петър Москов
- „Срещи“ (1986), м. Иван Калчинов, т. Евтим Евтимов
- „Нежна песен“ (1988), м. Юксел Ахмедов, т. Виктор Леон
- „Ако беше начало“, м. Иван Калчинов, т. Захари Иванов
- „Бъди докрай с мен“, м. Дечо Таралежков, т. Иван Бориславов
- „Време“, м. Юксел Ахмедов, т. Слав Хр. Караславов
- „Да ти разкажа ли“, м. Владимир Божинов, т. Йордан Янков
- „Дълго ли се чака любовта“, м. Юксел Ахмедов, т. Иван Бориславов
- „Пролетен вятър“ (с Димитър Вакарелов), м. Добрислав Велков, т. Надежда Захариева
- „Нямам приятели“, м. Юксел Ахмедов, т. Емил Енчев
- „Признание“, м. Атанас Бояджиев, т. Богомил Гудев
- „Ръка за ръка“, м. Сашо Младенов, т. Иван Бориславов
- „Кукла“, Стефка Оникян и ФоноЕкспрес, м. Петър Ступел
- „Родени под дъга“, Стефка Оникян и ФоноЕкспрес, м. Мария Ганева
- „Януари“, Стефка Оникян и ФоноЕкспрес, м. Димитър Трифонов
- „Сънища странни, сънища бели“, Васил Найденов и ФоноЕкспрес, м. Иван Калчинов
- „По първи петли“ (1979), Васил Найденов и ФоноЕкспрес с гост Иван Лечев – соло китара, м. Стефан Димитров, т. Михаил Белчев
- „Лудогорие“, Юксел Ахмедов и ФоноЕкспрес, м. Димитър Динев
- „Любовта е извор“, Йълдъз Ибрахимова и ФоноЕкспрес, м. Юксел Ахмедов
- „Пощальонът“, Петър Чернев и ФоноЕкспрес, м. Петър Чернев
- „Пътека“, дует на Стефка Берова и Йордан Марчинков с ФоноЕкспрес, м. С. Берова, Й. Марчинков
- „Родени под дъга“, дует на Стефка Берова и Йордан Марчинков с ФоноЕкспрес, м. Мария Ганева
- „Случка на малката уличка“, Иван Цачев и ФоноЕкспрес, м. Тодор Филков
- „Твоите стъпки“, Иван Цачев и ФоноЕкспрес, м. Иван Калчинов